# كلارنس هالبرت
كلارنس هالبرت (بالإنجليزية: Clarence Halbert)‏ هو محامي أمريكي، (و. 1874  م).